# Liste du patrimoine culturel immatériel de l'humanité au Maroc
Cet article recense les pratiques inscrites au patrimoine culturel immatériel au Maroc.

## Statistiques
Le Maroc ratifie la convention pour la sauvegarde du patrimoine culturel immatériel le 6 juillet 2006. La première pratique protégée est inscrite en 2008.
En 2024, le Maroc compte 15 éléments inscrits au patrimoine culturel immatériel, 14 sur la liste représentative et un nécessitant une sauvegarde urgente.

## Listes

### Liste représentative
Les éléments suivants sont inscrits sur la liste représentative du patrimoine culturel immatériel de l'humanité.
| Élément                                                                                      | Type | Subdivision                          | Année | Lien  | Notes | Illus. |
| -------------------------------------------------------------------------------------------- | --- | ------------------------------------ | ----- | ----- | --- | ------ |
| L'espace culturel de la place Jemaa el-Fna                                                   | pratiques sociales, rituels et événements festifs | Marrakech                            | 2008  | 00014 | |        |
| Le Moussem de Tan-Tan                                                                        | pratiques sociales, rituels et événements festifs | Tan-Tan                              | 2008  | 00168 | |        |
| Le festival des cerises de Sefrou                                                            | pratiques sociales, rituels et événements festifs | Séfrou                               | 2012  | 00641 | |        |
| La fauconnerie, un patrimoine humain vivant                                                  | connaissances et pratiques concernant la nature et l’univers                                                                                                |                                      | 2012  | 01708 | Partagé avec l'Allemagne, l'Arabie saoudite, l'Autriche, la Belgique, la Corée du Sud, la Croatie, les Émirats arabes unis, l'Espagne, la France, la Hongrie, l'Irlande, l'Italie, le Kazakhstan, le Kirghizistan, la Mongolie, le Pakistan, les Pays-Bas, la Pologne, le Portugal, le Qatar, la Syrie et la Tchéquie |        |
| La diète méditerranéenne                                                                     | pratiques sociales, rituels et événements festifs savoir-faire liés à l’artisanat traditionnel                                                              |                                      | 2013  | 00884 | Partagé avec Chypre, la Croatie, l'Espagne, la Grèce, l'Italie et le Portugal |        |
| L'argan, pratiques et savoir-faire liés à l’arganier                                         | savoir-faire liés à l’artisanat traditionnel | Réserve de biosphère de l'arganeraie | 2014  | 00955 | |        |
| Les connaissances, savoir-faire, traditions et pratiques associés au palmier dattier         | connaissances et pratiques concernant la nature et l'univers savoir-faire liés à l'artisanat traditionnel                                                   |                                      | 2019  | 01509 | Partagé avec l'Arabie saoudite, Bahreïn, l'Égypte, aux Émirats arabes unis, l'Irak, la Jordanie, le Koweït, la Mauritanie, Oman, la Palestine, le Qatar, le Soudan, la Tunisie et le Yémen |        |
| Gnaoua                                                                                       | pratiques sociales, rituels et événements festifs arts du spectacle                                                                                         |                                      | 2019  | 01170 | |        |
| Les savoirs, savoir-faire et pratiques liés à la production et à la consommation du couscous | pratiques sociales, rituels et événements festifs |                                      | 2020  | 01602 | Partagé avec l'Algérie, la Mauritanie et la Tunisie |        |
| La tbourida                                                                                  | connaissances et pratiques concernant la nature et l’univers pratiques sociales, rituels et événements festifs savoir-faire liés à l’artisanat traditionnel |                                      | 2021  | 01483 | |        |
| La calligraphie arabe : connaissances, compétences et pratiques                              | pratiques sociales, rituels et événements festifs savoir-faire liés à l’artisanat traditionnel                                                              |                                      | 2021  | 01718 | Partagé avec l'Arabie saoudite, l'Algérie, Bahreïn, l'Égypte, les Émirats arabes unis, l'Irak, la Jordanie, le Koweït, le Liban, la Mauritanie, Oman, la Palestine, le Soudan, la Tunisie et le Yémen |        |
| Le Malhoun, un art poético-musical populaire                                                 | traditions et expressions orales arts du spectacle |                                      | 2023  | 01592 | |        |
| Les arts, savoir-faire et pratiques associés à la gravure sur métaux (or, argent et cuivre)  | savoir-faire liés à l'artisanat traditionnel |                                      | 2023  | 01951 | Partagé avec l'Algérie, l'Arabie saoudite, l'Égypte, l'Irak, la Mauritanie, la Palestine, le Soudan, la Tunisie et le Yémen |        |
| Le henné : rituels, esthétique et pratiques sociales                                         | pratiques sociales, rituels et événements festifs savoir-faire liés à l'artisanat traditionnel                                                              |                                      | 2024  | 02116 | Partagé avec l'Algérie, l'Arabie saoudite, Bahreïn, l'Égypte, les Émirats arabes unis, l'Irak, la Jordanie, le Koweït, la Mauritanie, Oman, la Palestine, le Qatar, le Soudan, la Tunisie et le Yémen |        |

### Patrimoine immatériel nécessitant une sauvegarde urgente
Le Maroc compte un élément listés sur la liste du patrimoine immatériel nécessitant une sauvegarde urgente :
| Élément                                              | Type                                              | Subdivision    | Année | Lien  | Notes | Illus. |
| ---------------------------------------------------- | ------------------------------------------------- | -------------- | ----- | ----- | ----- | ------ |
| La Taskiwin, danse martiale du Haut-Atlas occidental | pratiques sociales, rituels et événements festifs | Marrakech-Safi | 2017  | 01256 |       |        |

### Registre des meilleures pratiques de sauvegarde
Le Maroc ne compte aucune pratique listée au registre des meilleures pratiques de sauvegarde.